# روجیانو جراوینا
روجیانو جراوینا (به ایتالیایی: Roggiano Gravina) یک کومونه در ایتالیا است که در استان کزنتزا واقع شده‌است. روجیانو جراوینا ۴۴ کیلومتر مربع مساحت و ۷٬۷۰۲ نفر جمعیت دارد و ۲۶۰ متر بالاتر از سطح دریا واقع شده‌است.